# 百日裁判
百日裁判（ひゃくにちさいばん）とは100日以内に判決を行うという規定から生じた裁判の俗称である。

## 選挙
公職選挙法第213条および同法第253条の2では選挙効力訴訟と当選人の公民権や当選効力や立候補制限に関わる刑事訴訟（候補者本人の選挙違反や候補者周辺の連座制など）について「訴訟の判決は事件を受理した日から100日以内にこれをするように努めなければならない」「裁判所は他の訴訟の順序にかかわらず速やかにその裁判をしなければならない」と規定されている。また刑事訴訟について「第一審の初公判は裁判所が受理してから30日以内、控訴審の初公判裁判所が受理してから50日以内の日を定めること」「第二回以降の公判日は初公判日の翌日から起算して7日を経過するごとに、その7日の期間ごとに1回以上となるように定めること」と具体的な公判日程を盛り込んだ条文が規定されている。選挙訴訟の効力及び公職政治家の地位や公民権に影響を及ぼすような刑事訴訟を早期に確定し、選挙無効・当選無効に伴う再選挙や繰り上げ当選などの制度を実効性のあるものにすることを目的としている。最高裁は百日裁判について「被告が国会議員でも、期日の指定に当たり国会出席を考慮する必要なし」との通達を各裁判所に出している。
1889年に制定された衆議院議員選挙法における選挙訴訟促進規定が前身であり、選挙効力訴訟に関する百日裁判規定は1950年の公職選挙法制定時で導入・施行され、刑事訴訟に関する百日裁判規定は1952年の法改正で同年9月2日以降に施行された。刑事訴訟に関する百日裁判規定が刑事被告人の権利を規定した日本国憲法第37条や平等権を規定した日本国憲法第14条に違憲であるとの主張について、1961年6月28日に最高裁は合憲判決を出した。しかし、当初の百日裁判規定は具体的公判日程に関する規定がないため、裁判所の訴訟指揮が緩い場合は、制度の趣旨が生かされずに長期裁判となることがあった。特に連座制の場合は当初は立候補制限規定がなく当該選挙の当選無効規定しかなかったために、任期満了又は議会解散で任期が終了したものの次回選挙等に当選した後で連座制で任期満了又は議会解散による失職という形で任期が既に終わった選挙について当選無効に絡む有罪判決が確定しても、公職政治家としての地位に影響しなかった事態も度々発生したため、「選挙違反はゴネ得」「百日ならぬ百代」と揶揄された。
このような事態に対応するため、具体的に公判期日をあらかじめ一括して設定する等の具体的な公判日程を盛り込んだ条文が1992年の法改正で規定され、同年12月16日に施行された。これにより、従来を比較して、百日裁判の制度の趣旨が生かされるようになった。具体的な公判日程に関する百日裁判の条文が日本国憲法第37条や日本国憲法第14条に違反するという主張について、1994年7月28日に新間正次経歴詐称事件の刑事訴訟において最高裁は合憲判決を出した。

## その他
- 憲法改正国民投票における投票人名簿の登録に関する訴訟について、日本国憲法改正手続法第26条第2項及び第40条第2項で公職選挙法第213条の準用が規定されている。
- 地方自治体における直接請求に絡んで署名簿の署名に関する争訟は地方自治法第74条の2第11項・第75条第6項・第76条第4項・第80条第4項・第81条第2項・第86条第4項で「訴訟の判決は事件を受理した日から100日以内にこれをするように努めなければならない」と規定されている。
- 人事官の弾劾裁判については、国家公務員法第9条第5項で「裁判開始の日から100日以内に判決を行わなければならない」と規定されている。
- 破壊活動防止法における公安審査委員会の団体規制決定の取り消し訴訟については同法第25条第2項で「他の訴訟の順序にかかわらず、すみやかに審理を開始し、事件を受理した日から100日以内にその裁判をするようにつとめなければならない」と規定されている。